# Salma Paralluelo
Salma Celeste Paralluelo Ayingono (Zaragoza, 13 de noviembre de 2003) es una futbolista y exvelocista española que juega como extremo izquierdo en el Fútbol Club Barcelona de la Liga F y en la selección femenina de España. Ha sido campeona europea y es la primera futbolista (de ambas categorías) en la historia en ganar la "triple corona" mundial, (sub-17, sub-20 y absoluta) en fútbol y dos veces medalla de oro en el Festival Olímpico de la Juventud Europea en atletismo. En las galas del Balón de Oro 2023 y Balón de Oro 2024 fue galardonada con el Balón de Bronce en ambas ocasiones.

## Biografía
Nacida el 13 de noviembre de 2003 en Zaragoza, es hija de padre español y madre ecuatoguineana, que se mudó desde Guinea Ecuatorial para que su hijo de una relación anterior, con una grave deficiencia congénita de visión, pudiera recibir un mejor tratamiento médico en España. Aparte del mencionado tiene dos hermanos más, José Jaime y Lorenzo, ambos futbolistas.

## Fútbol
Como futbolista se formó en la UD San José de Zaragoza. Debutó en categoría absoluta en el Zaragoza CFF, de la Segunda División Femenina de España, al cumplir los 15 años, edad mínima para poder competir en categoría nacional. A principios de la temporada 2019-20 fichó por el Villarreal CF, de la misma categoría.
En 2018 fue campeona de Europa y también del mundo con la selección española sub-17.
En abril de 2021 se lesionó durante un partido con su equipo, sufriendo la rotura del ligamento cruzado anterior. Esta lesión la apartó de la competición durante varios meses.
En 2022 fue convocada para jugar la Eurocopa con la selección absoluta; sin embargo, no pudo disputar este torneo debido a una lesión. Poco después anunció su fichaje por el FC Barcelona. Formó parte de la selección en el Copa del Mundo Sub-20, ganando el campeonato; además, fue elegida mejor jugadora de la final, tras marcar dos goles contra Japón. Finalmente, pudo debutar con la selección absoluta en noviembre del mismo año, marcando tres goles en un partido amistoso contra Argentina.
En 2023 ganó la Liga, la Supercopa de España y la Champions League con el FC Barcelona.

### Mundial 2023
A finales de junio de 2023 entró en la lista definitiva de 23 jugadoras del seleccionador Jorge Vilda para la disputa de la Copa Mundial Femenina de 2023, disputada en Australia y Nueva Zelanda.
En el partido de cuartos de final, contra Países Bajos, marcó el gol que clasificó a España para las semifinales por primera vez en su historia y fue elegida mejor jugadora del partido. En la semifinal, contra Suecia, marcó otro gol y de nuevo fue proclamada mejor jugadora del partido.
Tras ganar la final contra Inglaterra, en la que jugó como titular, fue proclamada mejor jugadora joven del torneo.

## Estadísticas

### Clubes
Actualizado al último partido disputado el 7 de junio de 2025.
| Club                      | Temporada     | Div           | Liga  | Liga  | Liga   | Copa  | Copa  | Copa   | Internacional | Internacional | Internacional | Otros | Otros | Otros  | Total | Total | Total  | Media goleadora |
| Club                      | Temporada     | Div           | Part. | Goles | Asist. | Part. | Goles | Asist. | Part.         | Goles         | Asist.        | Part. | Goles | Asist. | Part. | Goles | Asist. | Media goleadora |
| ------------------------- | ------------- | ------------- | ----- | ----- | ------ | ----- | ----- | ------ | ------------- | ------------- | ------------- | ----- | ----- | ------ | ----- | ----- | ------ | --------------- |
| Villarreal C. F. · España | 2019-20       | 2.ª           | 12    | 5     | 0      | -     | -     | -      | -             | -             | -             | -     | -     | -      | 12    | 5     | 0      | 0.42            |
| Villarreal C. F. · España | 2020-21       | 2.ª           | 17    | 15    | 0      | -     | -     | -      | -             | -             | -             | -     | -     | -      | 17    | 15    | 0      | 0.88            |
| Villarreal C. F. · España | 2021-22       | 1.ª           | 8     | 3     | 0      | 1     | 0     | 0      | -             | -             | -             | -     | -     | -      | 9     | 3     | 0      | 0.33            |
| Villarreal C. F. · España | Total club    | Total club    | 37    | 23    | 0      | 1     | 0     | 0      | 0             | 0             | 0             | 0     | 0     | 0      | 38    | 23    | 0      | 0.61            |
| F. C. Barcelona · España  | 2022-23       | 1.ª           | 18    | 11    | 4      | 1     | 2     | 1      | 9             | 1             | 1             | 2     | 1     | 0      | 30    | 15    | 6      | 0.50            |
| F. C. Barcelona · España  | 2023-24       | 1.ª           | 19    | 20    | 3      | 4     | 4     | 2      | 11            | 6             | 1             | 2     | 4     | 1      | 36    | 34    | 7      | 0.94            |
| F. C. Barcelona · España  | 2024-25       | 1.ª           | 17    | 7     | 3      | 5     | 2     | -      | 7             | 4             | -             | 2     | -     | -      | 31    | 13    | 3      | 0.42            |
| F. C. Barcelona · España  | Total club    | Total club    | 54    | 38    | 10     | 10    | 8     | 3      | 27            | 11            | 2             | 6     | 5     | 1      | 97    | 62    | 16     | 0.64            |
| Total carrera             | Total carrera | Total carrera | 89    | 61    | 10     | 11    | 8     | 3      | 27            | 11            | 2             | 6     | 5     | 1      | 135   | 85    | 16     | 0.63            |
| 1. 2. 3.                  |               |               |       |       |        |       |       |        |               |               |               |       |       |        |       |       |        |                 |

## Palmarés

### Títulos nacionales
| Título             | Club            | País   | Año  |
| ------------------ | --------------- | ------ | ---- |
| Supercopa          | F. C. Barcelona | España | 2023 |
| Campeonato de Liga | F. C. Barcelona | España | 2023 |
| Supercopa          | F. C. Barcelona | España | 2024 |
| Campeonato de Liga | F. C. Barcelona | España | 2024 |
| Copa               | F. C. Barcelona | España | 2024 |
| Supercopa          | F. C. Barcelona | España | 2025 |
| Campeonato de Liga | F. C. Barcelona | España | 2025 |
| Copa               | F. C. Barcelona | España | 2025 |

### Títulos internacionales
| Título            | Selección       | País                      | Año  |
| ----------------- | --------------- | ------------------------- | ---- |
| Europeo Sub-17    | España sub-17   | Lituania                  | 2018 |
| Mundial Sub-17    | España sub-17   | Uruguay                   | 2018 |
| Mundial Sub-20    | España sub-20   | Costa Rica                | 2022 |
| Copa Mundial      | España          | Australia y Nueva Zelanda | 2023 |
| Liga de Naciones  | España          | España                    | 2024 |
| Título            | Equipo          | Sede                      | Año  |
| Liga de Campeones | F. C. Barcelona | Eindhoven                 | 2023 |
| Liga de Campeones | F. C. Barcelona | Bilbao                    | 2024 |

### Distinciones individuales
| Distinción                                             | Año        |
| ------------------------------------------------------ | ---------- |
| Premio FIFA a la Mejor Jugadora Joven del Mundial      | 2023       |
| Balón de Bronce                                        | 2023, 2024 |
| Mejor jugadora Sub-20 por la IFFHS                     | 2023       |
| Equipo Femenino de la UEFA del año por la IFFHS        | 2023       |
| Equipo Femenino Sub-20 de la UEFA del año por la IFFHS | 2023       |
| Máxima goleadora de la Supercopa de España             | 2024       |

En 2019 se le concedió el Premio Princesa Leonor a la deportista española menor de 18 años más destacada del año 2018.
En 2023 ganó el premio a la mejor joven de la Copa Mundial y fue reconocida con el título de Hija Predilecta por el Ayuntamiento de Zaragoza.
Ha sido nominada a diversos premios, entre ellos al Premio Puskás al mejor gol en 2022 y The Best, Golden Girl y Balón de Oro en 2023, en el quedó finalmente tercera (Balón de Bronce) detrás de Aitana Bonmatí y Sam Kerr.
En 2023 la revista Time la incluyó en su lista Time100 Next como una de las personalidades mundiales emergentes del año.
En 2024 recibió la medalla al mérito deportivo en Aragón y ha sido finalista de los premios Laureus en la categoría de mejor deportista revelación (de cualquier deporte y sexo) que finalmente ganó Jude Bellingham.
También en 2024 se le ha puesto su nombre al campo municipal de San José de Zaragoza, en donde se inició en el fútbol.

## Atletismo
Como atleta, empezó su andadura en el club Atletismo San José de Zaragoza para poco después incorporarse al club Scorpio-71 de Zaragoza, si bien a finales de 2019 pasó al Playas de Castellón. Tras ser varias veces campeona de España en categorías inferiores, consiguió su primera medalla en categoría absoluta en el Campeonato de España de Atletismo en pista cubierta de 2019, al ganar el bronce en la prueba de 400 metros con una marca de 53.83s, récord de España en categorías sub-18 y sub-20; con 15 años y 3 meses fue la atleta más joven en ganar una medalla nacional en categoría absoluta desde que lo hiciera Isabel Mozún en 1974. Su marca también le permitió participar en el Campeonato de Europa del mismo año, siendo la segunda atleta más joven de la historia en hacerlo, tras la marchadora noruega Kjersti Tysse; sin embargo, cayó en primera ronda en esta competición.
En la temporada al aire libre, en la tercera carrera de toda su vida sobre los 400 metros vallas, dentro del Meeting Iberoamericano de Atletismo de Huelva, consiguió una marca de 57.43, batiendo la mejor marca española sub-18 de todos los tiempos y siendo también la mejor marca mundial sub-18 del año. Con esta marca fue seleccionada para participar en el Festival Olímpico de la Juventud Europea, donde ganó sendas medallas de oro en los 400 vallas y el relevo medley, prueba en la que estableció una nueva mejor marca española sub-18 (2:08.53) junto con Laura Pintiel, Esperança Cladera y Carmen Avilés. En categoría absoluta formó parte del equipo español en el Campeonato Europeo por Equipos, siendo décima en los 400 metros vallas y séptima en el relevo 4 x 400.
Tras no competir apenas durante 2020 y 2021, debido a la pandemia de COVID-19 y, posteriormente, una grave lesión, en julio de 2022 anunció que dejaba el atletismo de alta competición para dedicarse en exclusiva al fútbol.

### Competiciones internacionales
| Representando a España \| Año \| Competición \| Sede \| Puesto \| Prueba \| Marca \| \| ---- \| ---------------------------------------- \| --------- \| -------------- \| ----------------- \| ------------- \| \| 2019 \| Campeonato de Europa en pista cubierta \| Glasgow \| 37.ª (series) \| 400 metros \| 55.30 \| \| 2019 \| Festival Olímpico de la Juventud Europea \| Bakú \| Medalla de oro \| 400 metros vallas \| 57.95 \| \| 2019 \| Festival Olímpico de la Juventud Europea \| Bakú \| Medalla de oro \| Relevo medley \| 2:08.53 [n 1] \| \| 2019 \| Campeonato Europeo por Equipos \| Bydgoszcz \| 10.ª \| 400 metros vallas \| 58.64 \| \| 2019 \| Campeonato Europeo por Equipos \| Bydgoszcz \| 7.ª \| 4×400 metros \| 3:32.72 \| | Representando a España \| Año \| Competición \| Sede \| Puesto \| Prueba \| Marca \| \| ---- \| ---------------------------------------- \| --------- \| -------------- \| ----------------- \| ------------- \| \| 2019 \| Campeonato de Europa en pista cubierta \| Glasgow \| 37.ª (series) \| 400 metros \| 55.30 \| \| 2019 \| Festival Olímpico de la Juventud Europea \| Bakú \| Medalla de oro \| 400 metros vallas \| 57.95 \| \| 2019 \| Festival Olímpico de la Juventud Europea \| Bakú \| Medalla de oro \| Relevo medley \| 2:08.53 [n 1] \| \| 2019 \| Campeonato Europeo por Equipos \| Bydgoszcz \| 10.ª \| 400 metros vallas \| 58.64 \| \| 2019 \| Campeonato Europeo por Equipos \| Bydgoszcz \| 7.ª \| 4×400 metros \| 3:32.72 \| | Representando a España \| Año \| Competición \| Sede \| Puesto \| Prueba \| Marca \| \| ---- \| ---------------------------------------- \| --------- \| -------------- \| ----------------- \| ------------- \| \| 2019 \| Campeonato de Europa en pista cubierta \| Glasgow \| 37.ª (series) \| 400 metros \| 55.30 \| \| 2019 \| Festival Olímpico de la Juventud Europea \| Bakú \| Medalla de oro \| 400 metros vallas \| 57.95 \| \| 2019 \| Festival Olímpico de la Juventud Europea \| Bakú \| Medalla de oro \| Relevo medley \| 2:08.53 [n 1] \| \| 2019 \| Campeonato Europeo por Equipos \| Bydgoszcz \| 10.ª \| 400 metros vallas \| 58.64 \| \| 2019 \| Campeonato Europeo por Equipos \| Bydgoszcz \| 7.ª \| 4×400 metros \| 3:32.72 \| | Representando a España \| Año \| Competición \| Sede \| Puesto \| Prueba \| Marca \| \| ---- \| ---------------------------------------- \| --------- \| -------------- \| ----------------- \| ------------- \| \| 2019 \| Campeonato de Europa en pista cubierta \| Glasgow \| 37.ª (series) \| 400 metros \| 55.30 \| \| 2019 \| Festival Olímpico de la Juventud Europea \| Bakú \| Medalla de oro \| 400 metros vallas \| 57.95 \| \| 2019 \| Festival Olímpico de la Juventud Europea \| Bakú \| Medalla de oro \| Relevo medley \| 2:08.53 [n 1] \| \| 2019 \| Campeonato Europeo por Equipos \| Bydgoszcz \| 10.ª \| 400 metros vallas \| 58.64 \| \| 2019 \| Campeonato Europeo por Equipos \| Bydgoszcz \| 7.ª \| 4×400 metros \| 3:32.72 \| | Representando a España \| Año \| Competición \| Sede \| Puesto \| Prueba \| Marca \| \| ---- \| ---------------------------------------- \| --------- \| -------------- \| ----------------- \| ------------- \| \| 2019 \| Campeonato de Europa en pista cubierta \| Glasgow \| 37.ª (series) \| 400 metros \| 55.30 \| \| 2019 \| Festival Olímpico de la Juventud Europea \| Bakú \| Medalla de oro \| 400 metros vallas \| 57.95 \| \| 2019 \| Festival Olímpico de la Juventud Europea \| Bakú \| Medalla de oro \| Relevo medley \| 2:08.53 [n 1] \| \| 2019 \| Campeonato Europeo por Equipos \| Bydgoszcz \| 10.ª \| 400 metros vallas \| 58.64 \| \| 2019 \| Campeonato Europeo por Equipos \| Bydgoszcz \| 7.ª \| 4×400 metros \| 3:32.72 \| | Representando a España \| Año \| Competición \| Sede \| Puesto \| Prueba \| Marca \| \| ---- \| ---------------------------------------- \| --------- \| -------------- \| ----------------- \| ------------- \| \| 2019 \| Campeonato de Europa en pista cubierta \| Glasgow \| 37.ª (series) \| 400 metros \| 55.30 \| \| 2019 \| Festival Olímpico de la Juventud Europea \| Bakú \| Medalla de oro \| 400 metros vallas \| 57.95 \| \| 2019 \| Festival Olímpico de la Juventud Europea \| Bakú \| Medalla de oro \| Relevo medley \| 2:08.53 [n 1] \| \| 2019 \| Campeonato Europeo por Equipos \| Bydgoszcz \| 10.ª \| 400 metros vallas \| 58.64 \| \| 2019 \| Campeonato Europeo por Equipos \| Bydgoszcz \| 7.ª \| 4×400 metros \| 3:32.72 \| |
| Año | Competición | Sede | Puesto | Prueba | Marca |
| --- | --- | --- | --- | --- | --- |
| 2019 | Campeonato de Europa en pista cubierta | Glasgow | 37.ª (series) | 400 metros | 55.30 |
| 2019 | Festival Olímpico de la Juventud Europea | Bakú | Medalla de oro | 400 metros vallas | 57.95 |
| 2019 | Festival Olímpico de la Juventud Europea | Bakú | Medalla de oro | Relevo medley | 2:08.53 |
| 2019 | Campeonato Europeo por Equipos | Bydgoszcz | 10.ª | 400 metros vallas | 58.64 |
| 2019 | Campeonato Europeo por Equipos | Bydgoszcz | 7.ª | 4×400 metros | 3:32.72 |

### Marcas personales
| Prueba            | Marca   | Viento | Lugar       | Fecha                    |
| ----------------- | ------- | ------ | ----------- | ------------------------ |
| 100 metros        | 12.53   | -0.5   | Zaragoza    | 28 de abril de 2018      |
| 400 metros        | 53.70   | —      | Tarragona   | 18 de octubre de 2020    |
| 400 metros vallas | 57.36   | —      | Ciudad Real | 19 de septiembre de 2020 |
| Relevo medley     | 2:08.53 | —      | Bakú        | 27 de julio de 2019      |

| Prueba     | Marca | Lugar     | Fecha                 |
| ---------- | ----- | --------- | --------------------- |
| 60 metros  | 7.96  | Antequera | 18 de marzo de 2017   |
| 200 metros | 24.58 | Valencia  | 9 de marzo de 2019    |
| 400 metros | 53.83 | Antequera | 17 de febrero de 2019 |

1. 1 2 3 4  En categoría sub-18
2. ↑  12.10 con viento ilegal

### Récords
En la actualidad, Salma Paralluelo posee los siguientes récords de España en distintas categorías de edad:

#### Sub-18
- 300 m (38.60)
- 300 m vallas (41.97)
- 400 m vallas (57.36)
- Relevo medley (2:08.53, con Laura Pintiel, Esperança Cladera y Carmen Avilés)
- 400 m en pista cubierta (53.83)

#### Sub-16
- 300 m vallas (42.56)
- 300 m en pista cubierta (39.27)